# .tn
‎.tn‏ دامنه اینترنتی کشور تونس است.